# Land och liv 1
Land och liv 1 - literalmente Terra e vida 1 - é um compêndio escolar de geografia da Suécia, redigido por Bjarne Rydstedt, Georg Andersson, Torsten Bladh, Per Olof Köhler, Karl-Gustaf Thorén e Mona Larsson, publicado em 1987 pela editora Natur och Kultur.  

Este manual foca a geografia e os aspetos físicos, químicos, biológicos, técnicos relacionados com a Suécia, de acordo com o plano oficial de estudos Lgr 80. 

As províncias históricas da Suécia (landskap) são apresentadas em detalhe, começando no Sul e acabando no Norte do país.